# Transport express régional
A Transport express régional (francia kiejtéssel: [tʁɑ̃spɔʁ ɛksprɛs ʁeʒjɔnal], általában rövidítve TER) a francia nemzeti vasúttársaság, az SNCF által használt márkanév, amely a franciaországi regionális tanácsok, pontosabban azok szervezett közlekedési hatóságai által működtetett vasúti szolgáltatásokat jelöli. A hálózat francia régiókat szolgál ki; Île-de-France (Transilien) és Korzika (CFC) sajátos közlekedési rendszerrel rendelkezik. Naponta több mint 800 000 utast szállít az 5700 TER márkájú vasúti járat.
A TER az SNCF Voyageurs része, az SNCF városi és regionális személyszállító vasúttal foglalkozó ága, amelyhez a TER-en kívül még a Transilien, az Intercités, a Chemins de fer de la Corse (CFC), a Keolis és az Effia is tartozik.

## Részei

### Ile-de-France
- Transilien

### Egyéb régiók, Közép-Franciaország
- Auvergne-Rhône-Alpes
- Bourgogne-Franche-Comté
- Bretagne
- Centre-Val de Loire
- Grand Est
- Hauts-de-France
- Normandie
- Nouvelle-Aquitaine
- Occitanie
- Pays de la Loire
- Provence-Alpes-Côte-d'Azur

### Korzika
- Chemins de fer de Corse